# On Golden Pond
On Golden Pond (br: Num Lago Dourado; pt: A Casa do Lago) é um filme norte-americano de 1981, do gênero drama, dirigido por Mark Rydell.
O roteiro escrito por Ernest Thompson, foi adaptado de sua peça de teatro de 1979 de mesmo nome.

## Sinopse
Norman Thayer Jr. e sua esposa Ethel viajam para uma antiga casa de campo onde passaram os primeiros anos de casamento. Lá, o casal recebe a visita da filha que não vêem há anos, Chelsea. Ela pede a seus pais para cuidarem do filho do seu noivo enquanto eles passam algumas semanas na Europa. No início, Norman não se dá tão bem com o garoto, mas aos poucos um forte laço de amizade aumentará entre eles.

## Elenco principal
- Henry Fonda .... Norman Thayler Jr.
- Katharine Hepburn .... Ethel Thayler
- Jane Fonda .... Chelsea Thayler Wayne
- Doug McKeon .... Billy Ray
- Dabney Coleman .... Bill Ray
- William Lanteau .... Charlie Martin

## Principais prêmios e indicações
Oscar 1982 (EUA)
- Venceu em três categorias: melhor roteiro adaptado, melhor ator (Henry Fonda) e melhor atriz (Katharine Hepburn).
- Recebeu outras sete indicações, nas categorias de melhor filme, melhor diretor, melhor atriz coadjuvante (Jane Fonda), melhor fotografia, melhor edição, melhor trilha sonora e melhor som.

Globo de Ouro 1982 (EUA)
- Venceu em três categorias: melhor filme - drama, melhor ator - drama (Henry Fonda) e melhor roteiro.
- Foi ainda indicado nas categorias de melhor diretor, melhor atriz - drama (Katharine Hepburn) e melhor atriz coadjuvante (Jane Fonda).

Prêmio Eddie (American Cinema Editors) 1982 (EUA)
- Venceu na categoria de filme melhor editado.

Academia Japonesa de Cinema 1983 (Japão)
- Indicado na categoria de melhor filme estrangeiro.

BAFTA 1983 (Reino Unido)
- Venceu na categoria de melhor atriz (Katharine Hepburn).
- Indicado nas categorias de melhor ator (Henry Fonda), melhor diretor, melhor filme, melhor roteiro e melhor atriz coadjuvante (Jane Fonda).

Grammy Awards 1983 (EUA)
- Venceu na categoria de Melhor Álbum de Música Original Escrita para Cinema ou Televisão.

Prêmio WGA 1982 (Writers Guild of America, EUA)
- Venceu na categoria de melhor drama adaptado.